# Zerkowitz Judit
Zerkowitz Judit (Budapest, 1946. április 27. – Budapest, 2020. június 3.) magyar nyelvész. Az ELTE Tanárképző Főiskolai Kar és az ELTE BTK Angol–Amerikai Intézet oktatója.

## Élete
Zerkowitz András (1900–1977) orvos és Rokszer Angéla (1913–2000) lányaként született.

## Tanulmányai és oktatói tevékenységei
Középiskolai tanulmányait a Veres Pálné Gimnáziumban végezte.
Az ELTE Bölcsészettudományi Karon szerzett angol-francia szakos diplomát.
Az egyesült királyságbeli Lancasteri Egyetemen szerzett MA diplomát alkalmazott nyelvészetből.
1984-ben kezdett tanítani az Eötvös Loránd Tudományegyetemen. 1984 és 1991 között az ELTE Tanárképző Főiskolai Kar Angol Tanszékét vezette. 
1991-től haláláig az ELTE BTK Angol–Amerikai Intézet angol alkalmazott nyelvészet oktatója volt. 
Fő kutatási köre az alkalmazott nyelvészet, stilisztika, az angol nyelv tanításának módszertana, az irodalom szerepe az angol nyelv tanításában, szakmai nyelvhasználat.
A New York-i Columbia Egyetem nyári tanfolyamán 5 éven keresztül tanított.

## Munkássága
Egyik legismertebb publikációját, a Language Teaching Through Gricean Glasses-t a Springer kiadó publikálta. 
2020-ban jelent meg az „In Memoriam Zerkowitz Judit” a Társadalmi Nemek Tudománya Interdiszciplináris eFolyóiratban. A kiadványt kollégája Friedrich Judit szerkesztette.

## Publikációi
- Felsőfokú külkereskedelmi nyelvkönyv társalgási rész, 1977, 1980, 1988, közgazdasági és Jogi Könyvkiadó
- Tanítsunk nyelveket! Általános módszertan nyelvtanárok számára, 1989. Tankönyvkiadó
- Textual Secrets. The Medium is the Message: Proceedings of the 21st PALA Conference, 2002, eds. Sz Csabi, J. Zerkowitz, School of English and American Studies, Eötvös Loránd University, Budapest, Hungary
- Deplorable ignorance and terrible depravity: a comparison of the inquest scene in Bleak House with a similar scene reported in The Examiner, in: Elaborate Trifles, 2002, eds. G.Ittzés & a.A. Kiséry, Pázmány Péter Katolikus Egyetem, Piliscsaba, pp 242-256
- Language Teaching through Gricean Glasses, 2007, in: Literature and Stylistics for LanguageLearners, theory and practice, eds. G. Watson, S. Zyngier, pp 155-165, Palgrave MacMillan, Houndmills
- Megtörtént. Minden szó igaz; Corvina, Bp., 2021

## Emlékezete
Friedrich Judit a Társadalmi Nemek Tudománya Interdiszciplináris eFolyóirat 10 számának In Memoriam Zerkowitz Judit cikkében emlékezett meg Zerkowitz Juditról.
Huszár Ágnes a Párhuzamos családtörténetekben emlékezett meg Zerkowitz Juditról.